# Jiřík Fleischer
Jiřík Fleischer (9. března 1939 Brno – 26. října 2011) byl český právník, který působil dlouhá léta jako notář a soudce.

## Život
Narodil se v Brně jako syn notáře JUDr. Bohuše Fleischera a jeho manželky Zdeňky, rozené Smolové, a mládí prožil v Bojkovicích. Oba jeho rodiče se věnovali atletice a v tomto směru dosáhli značných úspěchů včetně reprezentace na mezinárodních soutěžích. Rodina měla také právnické kořeny, jeho prapradědou byl známý český advokát a politik Josef František Frič, prastrýcem potom architekt Dušan Jurkovič.
V letech 1957 až 1962 vystudoval Právnickou fakultu Univerzity Karlovy a poté byl až do roku 1966 právním čekatelem u Krajského soudu v Brně. V letech 1966 až 1977 působil jako státní notář ve Vyškově a následně jako soudce brněnského krajského soudu, od roku 1982 pak jako předseda senátu. V roce 1981 složil na Právnické fakultě Masarykovy univerzity rigorózní zkoušku a získal titul doktora práv. V únoru 1992 na funkci soudce rezignoval a od roku 1993 až do svého odchodu do důchodu v roce 2009 byl notářem v Brně, v posledních letech ve společné notářské kanceláři s JUDr. Lubomírem Mikou.
Přispíval odbornými články do notářského časopisu Ad notam a v letech 1995 až 2010 byl také členem jeho redakční rady. V letech 1999 až 2008 byl prezidentem Notářské komory v Brně. Před rokem 1989 nebyl členem žádné politické strany, později se stal členem Občanské demokratické aliance (v roce 1998 za ni neúspěšně kandidoval do zastupitelstva městské části Brno-střed) a později zakládajícím členem TOP 09, za kterou byl zvolen do zastupitelstva městské části Brno-střed na volební období 2010 až 2014. V květnu 2011 kandidoval na funkci předsedy regionálního výboru této strany, byl však poražen svým jediným protikandidátem Jaroslavem Kacerem. Zemřel po krátké nemoci dne 26. října 2011 a byl pohřben na Ústředním hřbitově v Brně.